# Liste der Kulturdenkmale in Fargau-Pratjau
In der Liste der Kulturdenkmale in Fargau-Pratjau sind alle Kulturdenkmale der schleswig-holsteinischen Gemeinde Fargau-Pratjau (Kreis Plön) und ihrer Ortsteile aufgelistet (Stand: 10. März 2025).

## Legende
In den Spalten befinden sich folgende Informationen:
- Objekt-ID: die Nummer des Kulturdenkmales
- Lage: die Adresse des Kulturdenkmales und die geographischen Koordinaten. Kartenansicht, um Koordinaten zu setzen. In der Kartenansicht sind Kulturdenkmale ohne Koordinaten mit einem roten Marker dargestellt und können in der Karte gesetzt werden. Kulturdenkmale ohne Bild sind mit einem blauen Marker gekennzeichnet, Kulturdenkmale mit Bild mit einem grünen Marker.
- Offizielle Bezeichnung: Bezeichnung des Kulturdenkmales
- Beschreibung: die Beschreibung des Kulturdenkmales
- Bild: ein Bild des Kulturdenkmales

## Sachgesamtheiten
| Objekt-ID | Lage                                          | Offizielle Bezeichnung | Beschreibung | Bild |
| --------- | --------------------------------------------- | ---------------------- | --- | ---- |
| 54889     | Dorfstraße 1, 3 (54° 19′ 8″ N, 10° 22′ 34″ O) | Alte Schule Fargau     | Alte Schule Fargau; ehem. Schule 1782, Erweiterungs- und Umbauten 1875 und 1894; Nebengebäude 1893; Bauherrschaft Grafen von Blomes; am östlichen Dorfausgang am Selenter See gelegenes Ensemble - Begründung: geschichtlich, Kulturlandschaft prägend - Schutzumfang: Alte Schule (Dorfstraße 1), Nebengebäude (Dorfstraße 3) | BW   |
| 40256     | Forsthaus Burg (54° 19′ 21″ N, 10° 23′ 54″ O) | Forstgehöft Burg       | Forstgehöft Bug; 18. Jh., 1883; Ensemble aus dem Wohn- und Wirtschaftsgebäude, ehem. Forsthaus, der zugehörigen Kate sowie dem Obelisken beim Forsthaus - Begründung: geschichtlich, Kulturlandschaft prägend - Schutzumfang: ehem. Forsthaus, Kate, Obelisk beim Forsthaus                                                    | BW   |

## Bauliche Anlagen
| Objekt-ID      | Lage                                          | Offizielle Bezeichnung              | Beschreibung | Bild                             |
| -------------- | --------------------------------------------- | ----------------------------------- | --- | -------------------------------- |
| 40251          | Dorfstraße 1 (54° 19′ 8″ N, 10° 22′ 34″ O)    | Alte Schule                         | ehem. Schule; Kernbau 1782, Erweiterungs- und Umbauten 1875 und 1894; eingeschossiger, traufständiger Backsteinbau unter Satteldach mit Mittelrisalit; Feldsteinsockel und Lisenengliederung - Begründung: geschichtlich, Kulturlandschaft prägend - Schutzumfang: Alte Schule, - Denkmaltyp: Bauliche Anlage, Sachgesamtheit: Alte Schule Fargau | BW                               |
| 8958           | Forsthaus Burg (54° 19′ 21″ N, 10° 23′ 54″ O) | ehem. Forsthaus                     | Wohn- und Wirtschaftsgebäude, ehem. Forsthaus; 1883, Fachwerkteil älter; eingeschossiger traufständiger Fachwerkbau mit reetgedecktem Halbwalmdach, nach Osten zweigeschossiger giebelständiger Backsteinanbau mit pfannengedecktem Satteldach - Begründung: geschichtlich, Kulturlandschaft prägend - Schutzumfang: gesamtes Objekt - Denkmaltyp: Bauliche Anlage, Sachgesamtheit: Forstgehöft Burg | BW                               |
| 37735          | Forsthaus Burg (54° 19′ 22″ N, 10° 23′ 55″ O) | Obelisk beim Forsthaus              | Obelisk beim Forsthaus; 1780; Denkmal zur erfolgreichen Aufforstung mit Fichten für Johann Wilhelm von Stolle, spätbarocker Obelisk aus Granit von 2,1 Metern Höhe - Begründung: geschichtlich, Kulturlandschaft prägend - Schutzumfang: gesamtes Objekt - Denkmaltyp: Bauliche Anlage, Sachgesamtheit: Forstgehöft Burg | BW                               |
| 1172 Wikidata  | Gut Salzau (54° 19′ 46″ N, 10° 22′ 57″ O)     | Herrenhaus                          | Salzau ist ein alter Rittersitz in Holstein, benannt nach dem Ritter Otto von Salzau, erwähnt erstmals in der zweiten Hälfte des 13. Jahrhunderts, als Königin Mechthild, die Witwe König Abels von Dänemark ihm 30 Mark hinterlässt. Vom 18. bis zum 20. Jahrhundert stand Salzau im Eigentum der Grafen Blome und ging nach 1945 durch Erbfolge in den Besitz der Grafen Thun-Hohenstein über. Das Herrenhaus brannte im 19. Jahrhundert ab und wurde 1881 von Otto von Blome neu errichtet. Bis 2011 befand sich hier das Landeskulturzentrum Salzau. Alteintragung (Aktualisierung vorgesehen) - Begründung: Alteintragung (Aktualisierung vorgesehen) - Schutzumfang: Alteintragung (Aktualisierung vorgesehen) - Denkmaltyp: Bauliche Anlage | weitere Fotos \| Fotos hochladen |
| 1173 Wikidata  | Gut Salzau (54° 19′ 52″ N, 10° 23′ 4″ O)      | Torhaus                             | Alteintragung (Aktualisierung vorgesehen) - Begründung: Alteintragung (Aktualisierung vorgesehen) - Schutzumfang: Alteintragung (Aktualisierung vorgesehen) - Denkmaltyp: Bauliche Anlage | Fotos hochladen                  |
| 1175 Wikidata  | Gut Salzau (54° 19′ 49″ N, 10° 22′ 57″ O)     | westliches Kavalierhaus             | Alteintragung (Aktualisierung vorgesehen) - Begründung: Alteintragung (Aktualisierung vorgesehen) - Schutzumfang: Alteintragung (Aktualisierung vorgesehen) - Denkmaltyp: Bauliche Anlage | Fotos hochladen                  |
| 1174 Wikidata  | Gut Salzau (54° 19′ 47″ N, 10° 23′ 2″ O)      | östliches Kavalierhaus              | Alteintragung (Aktualisierung vorgesehen) - Begründung: Alteintragung (Aktualisierung vorgesehen) - Schutzumfang: Alteintragung (Aktualisierung vorgesehen) - Denkmaltyp: Bauliche Anlage | BW                               |
| 13521 Wikidata | Gut Salzau (54° 19′ 46″ N, 10° 23′ 3″ O)      | Waschhaus                           | Alteintragung (Aktualisierung vorgesehen) - Begründung: Alteintragung (Aktualisierung vorgesehen) - Schutzumfang: Alteintragung (Aktualisierung vorgesehen) - Denkmaltyp: Bauliche Anlage | BW                               |
| 20792 Wikidata | Gut Salzau (54° 19′ 48″ N, 10° 22′ 45″ O)     | Grotte im Park                      | Alteintragung (Aktualisierung vorgesehen) - Begründung: Alteintragung (Aktualisierung vorgesehen) - Schutzumfang: Alteintragung (Aktualisierung vorgesehen) - Denkmaltyp: Bauliche Anlage | Fotos hochladen                  |
| 27377 Wikidata | Gut Salzau (54° 19′ 48″ N, 10° 22′ 44″ O)     | Obelisk für Wulf von Blome († 1784) | Alteintragung (Aktualisierung vorgesehen) - Begründung: Alteintragung (Aktualisierung vorgesehen) - Schutzumfang: Alteintragung (Aktualisierung vorgesehen) - Denkmaltyp: Bauliche Anlage | BW                               |
| 8896 Wikidata  | Im Dorfe 17 (54° 19′ 43″ N, 10° 24′ 55″ O)    | Kate                                | Alteintragung (Aktualisierung vorgesehen) - Begründung: Alteintragung (Aktualisierung vorgesehen) - Schutzumfang: Alteintragung (Aktualisierung vorgesehen) - Denkmaltyp: Bauliche Anlage | BW                               |

## Gründenkmale
| Objekt-ID     | Lage                                      | Offizielle Bezeichnung | Beschreibung | Bild            |
| ------------- | ----------------------------------------- | ---------------------- | --- | --------------- |
| 8075 Wikidata | Gut Salzau (54° 19′ 47″ N, 10° 22′ 57″ O) | Parkanlage             | Alteintragung (Aktualisierung vorgesehen) - Begründung: geschichtlich, Kulturlandschaft prägend - Schutzumfang: Parkanlage, Kanalallee (Linden), Teich, Gußeisen-Brücke, Brücke über den Kanal - Denkmaltyp: Gründenkmal | Fotos hochladen |

## Sonstige Denkmale
| Objekt-ID     | Lage                                      | Offizielle Bezeichnung | Beschreibung | Bild |
| ------------- | ----------------------------------------- | ---------------------- | --- | ---- |
| 1176 Wikidata | Gut Salzau (54° 19′ 47″ N, 10° 22′ 58″ O) | barocke Gartenvase     | Alteintragung (Aktualisierung vorgesehen) - Begründung: geschichtlich - Schutzumfang: Alteintragung (Aktualisierung vorgesehen) - Denkmaltyp: Sonstiges Denkmal | BW   |

## Quelle
- Liste der Kulturdenkmale in Schleswig-Holstein – Kreis Plön (PDF)

- Karte mit allen Koordinaten:
- OSM |
- WikiMap